# Uciekinierka
Uciekinierka (1967) – dziesięciominutowy polski film animowany zrealizowany przez łódzki Se-ma-for. Opowiada o spotkaniu parowozu z zajączkiem w lesie.
Film pojawił się na kasetach video w Składance polskich bajek i wyświetlany był zaraz po odcinku Szalony pociąg serialu Zaczarowany ołówek. Film był też pokazany w TV ES Poznań.

## Opis filmu
Na początku filmu ukazują się drzewa iglaste. Potem widać parowóz ciągnący wagony. Zbuntowany parowóz spotyka małego zajączka, który go przywołuje. Parowóz odłączywszy się od wagonów rusza na spotkanie z zajączkiem. Tymczasem maszynista jest rozgniewany i zaprowadza pasażerów na stację. Opowiada koledze o zbuntowanym parowozie. Jego kolega po tym zdarzeniu podnosi zapory i wysyła karetkę pogotowia, wóz strażacki, wóz energetyczny, autobus i radiowóz na poszukiwanie. Jednak parowóz ucieka w stronę magazynu z węglem drzewnym. Po odpoczynku zauważa plakaty z napisem „1 000 złotych za znalezienie parowozu” i wraca do lasu, gdzie czekał na niego zajączek. Nagle na oczach parowozu pojawia się maszynista wraz z grupą pasażerów, a także wagon dodatkowy. Parowóz żegna się z zajączkiem i przyłącza się do wagonów. Na końcu filmu zbuntowany parowóz odjeżdża wraz z wagonami.